# Wang Yiping
Wang Yiping (chinesisch 王亦平) ist ein chinesischer Archäologe. Er ist stellvertretender Direktor des Amtes für Denkmalschutz im Provinzbüro Hainan (chinesisch 海南省文物保護管理辦公室, Pinyin Hainan Sheng wenwu baohu guanli bangongshi, englisch Cultural Heritage Administrative Office of Hainan Province) in Haikou. 
Eines seiner Einsatzgebiete sind die Bergung der alten chinesischen Schiffswracks von den Xisha-Inseln (Paracel-Inseln).